# 雄松乡
雄松乡（藏語：བྱང་གསུམ་），是中华人民共和国西藏自治区昌都市贡觉县下辖的一个乡镇级行政单位。

## 行政区划
雄松乡下辖以下地区：
加卡村、巴洛村、夏亚村、德村、上缺所村、下缺所村和岗托村。